# Berdyčivský rajón
Berdyčivský rajón (ukrajinsky Бердичівський район) je rajón v Žytomyrské oblasti na Ukrajině. Hlavním městem je Berdyčiv a rajón má přibližně 156 tisíc obyvatel.

## Města v rajónu
- Andrušivka
- Berdyčiv

## Osobnosti
V rajónu se narodili:
- Joseph Conrad (1857–1924), anglický spisovatel polského původu
- Edmund Różycki (1827–1893), polský generál, jeden z velitelů Lednového povstání